# Frankovski jezik
Frankovski jezik (rekonstruiran endonim : * Frenkisk ), znan tudi kot starofrankovščina ali starofrankščina, je bil zahodnogermanski jezik, ki so ga govorili Franki od 5. do 9. stoletja.
Potem ko so se Salijski Franki naselili v rimski Galiji, so bili njeni govorci v Pikardiji in Île-de-France številnejši od lokalnega prebivalstva, ki je govorilo protoromanska narečja. Vendar pa imajo številne sodobne francoske besede in imena krajev, vključno z imenom države "France", frankovski (tj. germanski ) izvor. Francija je še vedno znana po izrazih, ki dobesedno pomenijo " Frankovsko kraljestvo" v jezikih, kot je nemščina (Frankreich), nizozemščina (Frankrijk), izpeljani afrikanščini (Frankryk) in danščini (Frankrig), pa tudi švedski in norveški (Frankrike).
Med 5. in 9. stoletjem se frankovščina, ki so jo govorili v severozahodni Franciji, današnji Belgiji in na Nizozemskem, pozneje imenuje stara nizozemščina, medtem ko so frankovske različice, ki se govorijo v Porenju, močno vplivale na labska germanska narečja in drugi germanski premik soglasnikov in bi bil del sodobnega srednjefrankovskega in renskega frankovskega narečja nemščine in luksemburščine.
Stari frankovski jezik je slabo izpričan in je večinoma rekonstruiran iz frankovskih izposojenk v starofrancoščini in iz staronizozemščine, kot je zabeleženo v 6. do 12. stoletju. Pomembna izjema je napis Bergakker, ki lahko predstavlja primarni zapis frankovščine iz 5. stoletja.

## Nomenklatura
Germanska filologija in germanistika izvirata iz prve polovice 19. stoletja, ko sta romantika in romantična misel močno vplivala na leksikon jezikoslovcev in filologov tistega časa, vključno s ključnimi osebnostmi, kot sta brata Grimm. Posledično so številni sodobni jezikoslovci poskušali svoje ugotovitve vključiti v že obstoječi zgodovinski okvir "izvornih vojvodin " in Altstämme (doslovno "stara plemena", tj. šest germanskih plemen, ki so tedaj mislili, da so oblikovala "nemški narod" v tradicionalnem nemškem nacionalizmu elit), kar je povzročilo taksonomijo, ki je govorila o "bavarskem", "saksonskem", "frizijskem", "turingijskem", "švabskem" in "frankovskem" narečju. Medtem ko je ta nomenklatura postala splošno sprejeta v tradicionalni germanski filologiji, je bila opisana tudi kot "inherentno netočna", saj so te starodavne etnične meje (kot so jih razumeli v 19. stoletju) malo ali omejeno podobne dejanskemu ali zgodovinskemu jezikovnemu položaju germanskih jezikov. Med drugimi težavami lahko ta tradicionalna klasifikacija celinskih zahodnonemških narečij nakazuje močnejše vezi med narečji, kot je jezikovno upravičeno znan primer tega je frankovska skupina, pri čemer je Vzhodna Frankonija veliko tesneje povezana z bavarskimi narečji kot z nizozemščino, ki se tradicionalno uvršča v podskupino spodnje frankovščine in s katero naj bi imela skupen, plemenski izvor.
V sodobnem jezikovnem kontekstu se jezik zgodnjih Frankov različno imenuje "stara frankovščina" ali "starofrankonščina" in se nanaša na jezik Frankov pred pojavom visokonemškega premika soglasnikov, ki se je zgodil med 600 in 700. CE. Po tem soglasniškem premiku se frankovsko narečje razhaja, pri čemer narečja, ki bodo postala sodobna nizozemščina, niso doživela soglasniškega premika, medtem ko so vsa druga to naredila v različni meri. Posledično je razlika med staro nizozemščino in staro frankovščino v veliki meri zanemarljiva, pri čemer je staronizozemščina (imenovana tudi stara spodnja frankonščina) izraz, ki se uporablja za razlikovanje med prizadetimi in neprizadetimi različicami po prej omenjenem drugem germanskem premiku soglasnikov. 

## Zgodovina

### Izvori
Germanski jeziki so tradicionalno razdeljeni v tri skupine: zahodno, vzhodno in severno germansko. Njihov natančen odnos je težko določiti in ostali so medsebojno razumljivi skozi celotno selitveno obdobje, zaradi česar je nekatere posamezne sorte težko razvrstiti.
Jezik, ki so ga govorili Franki, je bil del zahodnogermanske jezikovne skupine, ki je imela značilnosti protogermanskega jezika v pozni jastorfski kulturi (ok. 1. stoletje pr.n.št.). Za zahodnogermansko skupino so značilne številne fonološke in morfološke novosti, ki jih v severni in vzhodni germanščini ni mogoče najti. Zahodnogermanske variante tistega časa so na splošno razdeljene v tri narečne skupine: Ingvaeonic (severnomorska germanščina), Istvaeonic (Weser-Renska germanščina) in Irminonic (polabska germanščina). Čeprav je imela vsaka svoje posebne značilnosti, je med temi narečji zagotovo še vedno obstajala visoka stopnja vzajemne razumljivosti. Pravzaprav ni jasno, ali naj se zahodnogermanski kontinuum tega časovnega obdobja ali pa tudi frankonščina še vedno šteje za en sam jezik ali pa naj bi ga obravnavali kot zbirko podobnih narečij. 
Vsekakor se zdi, da so frankovska plemena ali kasnejši Franki sodila predvsem v istvaeonsko narečno skupino z nekaterimi ingvaeonskimi vplivi proti severozahodu (še vedno vidni v sodobni nizozemščini) in bolj irminonskimi (visokonemški) vplivi proti jugovzhodu.

### Salijski in Ripuarijski Franki (210–500)
Strokovno soglasje glede obdobja preseljevanja je, da je frankovska identiteta nastala v prvi polovici 3. stoletja iz različnih prejšnjih, manjših germanskih skupin, vključno s Salijci, Sicambri, Chamavi, Bructeri, Chatti, Chattuarji, Ampsivarji Ubi, Tencteri,  Batavi in Tungri . Špekulira se, da so ta plemena prvotno govorila vrsto sorodnih istvaeonskih narečij v zahodnogermanski veji protogermanščine. Nekje v 4. ali 5. stoletju postane primerno govoriti o starofrankonščini in ne o istvaeonskem narečju protogermanščine. 
O tem, kakšen je bil jezik v tem obdobju, je znanega zelo malo. En starejši runski stavek (iz okoli 425–450 AD) je na nožnici meča Bergakker, ki je bodisi enkratno neposredno potrdilo starofrankovskega jezika bodisi najzgodnejše pričevanje starospodnjefrankovskega (staronizozemskega) jezika. Še en zgodnji stavek iz zgodnjega 6. stoletja našega štetja (ki je opisan tudi kot najzgodnejši stavek tudi v stari nizozemščini ) najdemo v Lex Salica. Ta stavek je bil uporabljen za osvoboditev podložnika :
"Maltho thi afrio lito"
(Pravim, osvobodim te, napol zastonj.)
To so najstarejši stavki stare frankonščine.
V tem zgodnjem obdobju so bili Franki politično in geografsko razdeljeni v dve skupini: Salijske Franke in Obrežne Franke . Jezik (ali niz narečij), ki so ga govorili Salijski Franki v tem obdobju, se včasih imenuje zgodnja "stara spodnjafrankonščina" in je bila sestavljena iz dveh skupin: "starozahodna spodnjafrankonščina" in "starovzhodna spodnjafrankonščina". Jezik (ali niz narečij), ki ga govorijo Ripuarski Franki, se imenuje samo starofrankovska narečja (ali nekateri kot starofrankovska narečja).
Vendar, kot je bilo že navedeno zgoraj, je morda pravilneje, da ta narečja ne mislimo kot zgodnja starofrankovska, ampak kot istvaeonska narečja v zahodnogermanski veji protogermanščine.

### Frankovsko cesarstvo (500–900)
Okoli približno 500 n. š. so Franki verjetno govorili vrsto sorodnih narečij in jezikov namesto enega enotnega narečja ali jezika. Jezik vlade in cerkve je bil latinščina.

## Območje

### Avstrazija
Med širitvijo v Francijo in Nemčijo je veliko Frankov ostalo na prvotnih jedrnih frankovskih ozemljih na severu (tj. južna Nizozemska, Flandrija, majhen del severne Francije in sosednje območje v Nemčiji s središčem v Kölnu). Franki so se okoli leta 500 našega štetja združili v enotno skupino pod vodstvom Salijskih Frankov. Politično so Ripuarski Franki obstajali kot ločena skupina le do okoli 500 n.š., nato pa so bili podvrženi Salijskim Frankom. Franki so bili združeni, vendar so različne frankovske skupine morale še naprej živeti na istih območjih in govoriti ista narečja, čeprav kot del rastočega Frankovskega kraljestva.
Med različnimi frankovskimi narečji je morala obstajati tesna povezava. Obstajala je tudi tesna povezava med staro spodnjofrankonščino (tj staro nizozemščina) ter sosednjimi starosaškim in starofrizijskim jeziki in narečji na severu in severovzhodu ter sorodna staroangleška (anglosaksonska) narečja, ki se govorijo v južni in vzhodni Britaniji.
Povečal se je kulturni razkorak med Franki, ki so ostali na severu, in vladarji daleč na jugu. Franki so še naprej prebivali na svojih izvornih ozemljih in govorili svoja izvirna narečja in jezike. Kako so imenovali svoj jezik, ni znano, mogoče pa so ga vedno imenovali " Diete " (tj. "ljudski jezik") ali kaj podobnega.
Filologi menijo, da sta staronizozemščina in starozahodna spodnjafrankonščina isti jezik. Vendar se včasih omenja prehod iz jezika Salijskih Frankov v staro nizozemščino. Jezik, ki so ga govorili Salijski Franki, se je moral močno razviti v sedmih stoletjih od 200 do 900 našega štetja. V nekem trenutku je moral jezik, ki so ga govorili Franki, postati prepoznavno nizozemski. Ker frankonskih besedil skorajda ni, staronizozemska besedila pa redka in razdrobljena, je težko ugotoviti, kdaj je do takšnega prehoda prišlo, vendar naj bi se zgodil konec 9. stoletja in morda že prej. Do 900 n.š. je bil govorjeni jezik prepoznavno zgodnja oblika nizozemščine, vendar je bilo to morda tudi prej. Stara nizozemščina je okoli leta 1150 prešla v srednjo nizozemščino . Pojavila se je nizozemsko-francoska jezikovna meja (vendar je bila prvotno južno od današnjega mesta).   Čeprav so živeli na prvotnem ozemlju Frankov, se zdi, da so ti Franki okoli 9. stoletja prekinili z endonimom "Frank". V tem času se je frankovska identiteta spremenila iz etnične identitete v nacionalno identiteto, pri čemer je postala lokalizirana in omejena na sodobno Frankonijo v Nemčiji in predvsem na francosko provinco Île-de-France .

### Galija
Franki so se razširili proti jugu v Galijo. Čeprav so Franki sčasoma osvojili vso Galijo, so se govorci starofrankonščine očitno razširili le v severno Galijo v zadostnem številu, da bi imeli jezikovni učinek. Več stoletij je bila severna Galija dvojezično ozemlje ( vulgarna latinščina in frankonščina). Jezik, ki so ga uporabljali v pisni obliki, v vladanju in v Cerkvi, je bila latinščina. Sčasoma so Franki, ki so se naselili bolj južno od tega območja v severni Galiji, začeli sprejemati vulgarno latinščino lokalnega prebivalstva. Ta vulgarni latinski jezik je dobil ime ljudi, ki so ga prišli govoriti (francoski ali français ); severno od francosko-nizozemske jezikovne meje jezik ni bil več omenjen kot "frankovščina" (če je bil kdaj omenjen kot tak), ampak se je prej imenoval " diete ", tj. "ljudski jezik".  Urban T. Holmes je predlagal, da so germanski jezik še naprej govorili kot drugi jezik javnih uradnikov v zahodni Avstraziji in Nevstriji vse do 850-ih let in da je kot govorjeni jezik iz teh regij popolnoma izginil šele v 10. stoletju. 

### Nemška Frankonija
Franki so svojo oblast razširili tudi na jugovzhod na dele Nemčije. Njihov jezik je imel določen vpliv na lokalna narečja, zlasti na izraze, ki se nanašajo na vojskovanje. Ker pa je bil jezik tako uprave kot cerkve latinski, to poenotenje ni pripeljalo do razvoja nadregionalne sorte frankonščine niti standardiziranega nemškega jezika. Hkrati, ko so se Franki širili proti jugovzhodu v današnjo južno Nemčijo, so se v regiji dogajale jezikovne spremembe. Visokonemški soglasniški premik (ali drugi germanski soglasniški premik) je bil fonološki razvoj (zvočna sprememba), ki je potekal v južnih delih zahodnonemškega narečnega kontinuuma v več fazah, verjetno se je začel med 3. in 5. stoletjem našega štetja in je bil skoraj dokončana, preden so v 9. stoletju nastali najzgodnejši pisni zapisi v visokonemškem jeziku. Nastali jezik, starovisoko nemščino, je mogoče lepo primerjati s spodnjofrankonščino, ki večinoma ni doživela premika.

## Frankonski jeziki
Nabor narečij Frankov, ki so še naprej živeli na svojem izvornem ozemlju v Nizkih deželah, se je sčasoma razvil na tri različne načine in sčasoma oblikoval tri sodobne veje frankovskih jezikov .
- Narečja, ki so jih govorili Salijski Franki v Nizkih deželah (staro-nizozemščina, imenovana tudi starozahodna nizkofrankonščina ), so se razvila v nizozemski jezik, ki ima številna različna narečja. Afrikaans se je razvil iz nizozemskega narečja zgodnjega modernega nizozemstva, ki so ga govorili v Cape Colony .
- Starovzhodna nizkofrankonska narečja so danes zastopana v limburškem jeziku. Stari limburški se je še naprej razvijal pod močnim nizkorenskim in nizozemskim vplivom, zaradi česar je bil postopoma bolj razumljiv s sosednjimi sortami . Od vključitve Limburga v nizozemsko državo v poznem 16. stoletju je Limburg doživel močan vpliv Nizozemcev, do točke, kjer sta si danes v veliki meri vzajemno razumljiva.  Limburški jezik ima številna narečja.
- Špekulira se, da so se narečja, ki so jih prvotno govorili Ripuarski Franki v Nemčiji, morda razvila v nemška narečja, imenovana srednjefrankonska (ripuarska frankonščina, mozelska in renska frankonščina) ali pa so bila pod njimi. Te jezike in narečja so pozneje prizadele resne jezikovne spremembe (kot je premik visokonemških soglasnikov ), kar je povzročilo nastanek narečij, ki danes veljajo za nemška narečja. Danes se srednjefrankonska narečja govorijo na osrednjem ozemlju Ripuarskih Frankov. Čeprav morda ni dokončnih dokazov, da bi rekli, da so se narečja Ripuarskih Frankov (o katerih je zelo malo znanega) razvila v srednjefrankovska narečja, obstajajo – razen zgolj verjetnosti – nekateri dokazi, predvsem razvoj -hs → ss in izguba n pred spiranti, ki jo najdemo po vsej srednji frankonščini, vendar nikjer drugje v visoki nemščini. Primerjaj luksemburško Uess ("vol"), nizozemsko os, nemško Ochse ; in (datirano) luksemburško Gaus ("gos"), staro nizozemsko gās, nemško Gans . Jezik, ki ga je govoril Karel Veliki, je bilo verjetno narečje, ki se je kasneje razvilo v ripuarsko frankonsko narečje.[13]

Frankovsko cesarstvo se je kasneje razširilo po sosednji Franciji in Nemčiji. Jezik Frankov je imel določen vpliv na lokalne jezike (zlasti v Franciji), vendar se ni razvil v knjižni jezik ali lingua franca.
Franki so osvojili sosednja ozemlja Nemčije (vključno z ozemljem Alemanov). Frankovska zapuščina se na teh območjih ohrani, na primer v imenih mesta Frankfurt in območja Frankonije. Franki so s seboj prinesli svoj jezik s svojega prvotnega ozemlja in, tako kot v Franciji, je moral vplivati na lokalna narečja in jezike. Vendar je jezikoslovcem danes razmeroma težko ugotoviti, katere značilnosti teh narečij so posledica frankovskega vpliva, saj je bilo slednje s poznejšim razvojem v veliki meri zakrito ali celo preplavljeno.

## Vpliv na staro francoščino in srednjo latinščino
Večina francoskih besed germanskega izvora je prišla iz frankovščine in je pogosto nadomestila latinsko besedo, ki bi bila uporabljena. Ocenjuje se, da je sodobna francoščina prevzela približno 1000 izvirnih besed iz stare frankonščine. Številne od teh besed so se nanašale na kmetijstvo (npr francosko jardin   "vrt"), vojna (npr francosko guerre   "vojna") ali družbena organizacija (npr francosko baron   "baron"). Stara frankonščina je uvedla sodobno francosko besedo za narod, France ( Francija ), kar pomeni "dežela Frankov". Po eni hipotezi so Franki dali tudi ime pariški regiji Île-de-France.
Vpliv frankonščine na francoščino je odločilen za nastanek zgodnjega Langue d'oïl v primerjavi z drugimi romanskimi jeziki, ki so se pojavili pozneje, kot so Langue d'oc, romunščina, portugalščina, španščina, italijanščina itd., ker je bil njen vpliv večji od vpliva vizigotskega in lombardskega (oba germanskih jezikov ) na langue d'oc, romanske jezike Iberije in italijanščino. Vse te izposojenke niso bile ohranjene v sodobni francoščini. Francoščina je prenesla besede frankonskega izvora tudi v druge romanske jezike in v angleščino.
Stara frankonščina je tudi v različnih severnih jezikih d'oïls, kot so pikardščina, šampanjščina, lorenščina in valonščina, zapustila veliko etimov, več kot v navadni francoščini, in ne vedno enakih.
Spodaj si oglejte neizčrpen seznam francoskih besed frankovskega izvora. Zvezdica pred izrazom označuje rekonstruirano obliko frankovske besede. Večina frankonskih besed s fonemom w ga je ob vstopu v starofrancoščino in druge romanske jezike spremenila v gu ; vendar pa so severna narečja langue d'oïl, kot so pikardsko, severno-normansko, valonsko, burgundsko, šampanjsko in lorensko, ohranila [w] ali ga spremenila v [v]. Morda najbolj znan primer je frankonščine * werra (»vojna« < starosevernofrancosko werre, primerjaj starovisokonemško werre »prepir«), ki je v sodobno francoščino vstopila kot guerre in guerra v italijanščini, oksitanščini, katalonščini, španščini in portugalščini . Drugi primeri vključujejo "gant" ("gauntlet", iz * želim ) in "garder" ("varovati", iz * wardōn ). Frankovske besede, ki se začnejo s s pred drugim soglasnikom, so ga razvile v es - (npr Frankovski skirm in starofrancoski escremie > staroitalijanski scrimia > Sodobni francoski escrime ).
- frankovski jeziki
- Zgodovina francoščine
- Seznam francoskih besed germanskega izvora
- Seznam portugalskih besed frankonskega izvora
- Seznam španskih besed frankonskega izvora
- Nižjefrankovski jeziki
- Stara visoka nemščina
- Seznam angleških latincev germanskega izvora